# Jonathan Horton
Jonathan Horton (n. el 31 de diciembre de 1985) es un gimnasta artístico estadounidense, medalla de plata en barras horizontales en los Juegos Olímpicos de 2008, medalla de bronce en el Campeonato Mundial de Gimnasia Artística de 2010, dos veces campeón nacional de Estados Unidos y 17 veces medallista del Campeonato Nacional de Gimnasia de Estados Unidos.